# Gil Turner
Gilbert H. Turner (11 de septiembre de 1913, Milwaukee, Wisconsin - 19 de marzo de 1967, Los Ángeles, California) fue un animador, artista de cómics y productor estadounidense.

## Biografía

### Primeros años
Turner nació en 1911 en Milwaukee, Wisconsin, el más viejo de dos hijos de Charles Edward y Alice Marie. La familia vivía en Chatsworth, California, en 1920. Su padre fue empleado del departamento de caminos del Condado de Los Ángeles antes de dedicarse a la ingeniería mecánica y luego a la agricultura frutífera.
Turner comenzó su carrera de animación en la Walt Disney Company en 1932. También trabajó para Warner Bros., Walter Lantz Productions en Hollywood y Bill Hanna y Joseph Barbera en el estudio Metro-Goldwyn-Mayer durante la Segunda Guerra Mundial.

## Filmografía
- The Woody Woodpecker Show (1957–)
- Hiawatha's Rabbit Hunt (1941)